# Mistrzostwa Europy w Lekkoatletyce 2014 – trójskok mężczyzn
Trójskok mężczyzn – jedna z konkurencji technicznych rozgrywanych podczas lekkoatletycznych mistrzostw Europy na Letzigrund Stadion w Zurychu.
Tytułu mistrzowskiego z 2012 bronił Włoch Fabrizio Donato.

## Terminarz
| Data        | Godzina |            |
| ----------- | ------- | ---------- |
| 12 sierpnia | 13:12   | Eliminacje |
| 14 sierpnia | 20:10   | Finał      |

## Rekordy
Tabela prezentuje rekord świata, rekord Europy, najlepsze osiągnięcie na Starym Kontynencie, a także najlepszy rezultat na świecie w sezonie 2014 przed rozpoczęciem mistrzostw.
|                          | Zawodnik             | Wynik | Miejsce   | Data                  |
| ------------------------ | -------------------- | ----- | --------- | --------------------- |
| Rekord świata            | Jonathan Edwards     | 18,29 | Göteborg  | 7 sierpnia 1995(dts)  |
| Listy światowe           | Pedro Pablo Pichardo | 17,76 | Hawana    | 7 lutego 2014(dts)    |
| Rekord mistrzostw Europy | Jonathan Edwards     | 17,99 | Budapeszt | 23 sierpnia 1998(dts) |
| Rekord Europy            | Jonathan Edwards     | 18,29 | Göteborg  | 7 sierpnia 1995(dts)  |

### Listy europejskie
Tabela przedstawia 10 najlepszych wyników uzyskanych w sezonie 2014 przez europejskich lekkoatletów przed rozpoczęciem mistrzostw.
| lp. | Zawodnik          | Wynik | Data       | Miejsce    |
| --- | ----------------- | ----- | ---------- | ---------- |
| 1.  | Lukman Adams      | 17,29 | 31 maja    | Eugene     |
| 2.  | Yoann Rapinier    | 17,16 | 12 lipca   | Reims      |
| 3.  | Benjamin Compaoré | 17,12 | 5 lipca    | Paryż      |
| 4.  | Aleksiej Fiodorow | 17,07 | 26 lipca   | Kazań      |
| 5.  | Phillips Idowu    | 16,99 | 31 maja    | Brisbane   |
| 6.  | Nelson Évora      | 16,97 | 5 lipca    | Paryż      |
| 7.  | Dmitrij Sorokin   | 16,96 | 30 maja    | Adler      |
| 8.  | Marian Oprea      | 16,93 | 27 czerwca | Tomblaine  |
| 9.  | Fabrizio Donato   | 16,89 | 5 czerwca  | Rzym       |
| 10. | Pablo Torrijos    | 16,87 | 27 lipca   | Alcobendas |

## Rezultaty

### Eliminacje
| Poz. | Grupa | Zawodnik           | Reprezentacja   | Próby | Próby | Próby | Wynik | Uwagi |
| Poz. | Grupa | Zawodnik           | Reprezentacja   | 1     | 2     | 3     | Wynik | Uwagi |
| ---- | ----- | ------------------ | --------------- | ----- | ----- | ----- | ----- | ----- |
| 1.   | B     | Lukman Adams       | Rosja           | 16,27 | 16,52 | 16,97 | 16,97 | Q     |
| 2.   | B     | Benjamin Compaoré  | Francja         | 16,20 | x     | 16,83 | 16,83 | Q     |
| 3.   | B     | Nelson Évora       | Portugalia      | 16,64 | 16,82 |       | 16,82 | Q     |
| 4.   | A     | Yoann Rapinier     | Francja         | 16,36 | 16,23 | 16,80 | 16,80 | Q     |
| 5.   | B     | Pablo Torrijos     | Hiszpania       | 16,38 | 16,66 |       | 16,66 | Q     |
| 6.   | A     | Aleksiej Fiodorow  | Rosja           | 16,11 | 16,19 | 16,65 | 16,65 | Q     |
| 7.   | A     | Fabrizio Donato    | Włochy          | x     | 16,64 |       | 16,64 | q     |
| 8.   | B     | Rumen Dimitrow     | Bułgaria        | 16,27 | 16,62 |       | 16,62 | q     |
| 9.   | A     | Marian Oprea       | Rumunia         | 16,57 |       |       | 16,57 | q     |
| 10.  | B     | Dzmitryj Płatnicki | Białoruś        | x     | 16,01 | 16,54 | 16,54 | q     |
| 11.  | A     | Dimitris Tsiamis   | Grecja          | 16,05 | 16,53 | x     | 16,53 | q     |
| 12.  | B     | Fabrizio Schembri  | Włochy          | 16,52 | 16,31 | 16,47 | 16,52 | q     |
| 13.  | A     | Julian Reid        | Wielka Brytania | 16,52 | 16,13 | 16,32 | 16,52 |       |
| 14.  | A     | Georgi Conow       | Bułgaria        | 15,74 | x     | 16,35 | 16,35 | PB    |
| 15.  | B     | Złatozar Atanasow  | Bułgaria        | 15,86 | 16,30 | 16,32 | 16,32 |       |
| 16.  | A     | Vladimir Letnicov  | Rumunia         | x     | 16,28 | x     | 16,28 |       |
| 17.  | A     | Jorge Gimeno       | Hiszpania       | 15,65 | x     | 15,98 | 15,98 |       |
| 18.  | A     | Alexander Hochuli  | Szwajcaria      | x     | x     | 15,95 | 15,95 |       |
| 19.  | B     | Wiktor Kuzniecow   | Ukraina         | 15,87 | 15,94 | x     | 15,94 |       |
| 20.  | A     | Alaksiej Capik     | Białoruś        | 15,92 | 15,84 | 15,61 | 15,92 |       |
| 21.  | B     | Aleksi Tammentie   | Finlandia       | x     | x     | 15,83 | 15,83 |       |
|      | A     | Darius Aučyna      | Litwa           | DNS   | DNS   | DNS   | DNS   |       |
|      | B     | Daniele Greco      | Włochy          | DNS   | DNS   | DNS   | DNS   |       |

### Finał
| Poz. | Zawodnik           | Reprezentacja | Próby | Próby | Próby | Próby | Próby | Próby | Wynik | Uwagi |
| Poz. | Zawodnik           | Reprezentacja | 1     | 2     | 3     | 4     | 5     | 6     | Wynik | Uwagi |
| ---- | ------------------ | ------------- | ----- | ----- | ----- | ----- | ----- | ----- | ----- | ----- |
| 01 ! | Benjamin Compaoré  | Francja       | 17,46 | 17,18 | x     | –     | x     | –     | 17,46 | =EL   |
| 02 ! | Lukman Adams       | Rosja         | 17,09 | 16,85 | 16,74 | x     | x     | 17,06 | 17,09 |       |
| 03 ! | Aleksiej Fiodorow  | Rosja         | 17,04 | 16,69 | x     | 16,37 | 16,70 | 16,76 | 17,04 |       |
| 4.   | Yoann Rapinier     | Francja       | x     | 16,84 | 16,64 | x     | 16,83 | 17,01 | 17,01 |       |
| 5.   | Marian Oprea       | Rumunia       | 16,94 | x     | x     | 16,52 | –     | 16,71 | 16,94 | SB    |
| 6.   | Nelson Évora       | Portugalia    | 16,63 | 16,78 | 16,67 | x     | 16,55 | 16,67 | 16,78 |       |
| 7.   | Fabrizio Donato    | Włochy        | 16,53 | 16,66 | x     | x     | –     | x     | 16,66 |       |
| 8.   | Pablo Torrijos     | Hiszpania     | 16,19 | 14,46 | 16,56 | x     | x     | 16,56 | 16,56 |       |
| 9.   | Rumen Dimitrow     | Bułgaria      | 16,33 | 16,15 | 16,43 | —     | —     | —     | 16,43 |       |
| 10.  | Dimitris Tsiamis   | Grecja        | 16,23 | 16,39 | 16,07 | —     | —     | —     | 16,39 |       |
| 11.  | Dzmitryj Płatnicki | Białoruś      | x     | 16,09 | 16,25 | —     | —     | —     | 16,25 |       |
| 12.  | Fabrizio Schembri  | Włochy        | 15,10 | 16,02 | x     | —     | —     | —     | 16,02 |       |